# NGC 2252
NGC 2252 je otevřená hvězdokupa v souhvězdí Jednorožce. Od Země je vzdálená asi 2 900 světelných let. Objevil ji William Herschel 27. ledna 1786.

## Pozorování
Hvězdokupa leží za severovýchodním okrajem mlhoviny Rozety a je poměrně chudá, ale její nejjasnější hvězdy s hvězdnou velikostí 9 až 10 ukáže i menší dalekohled. Středně velký dalekohled v ní ukáže několik desítek hvězd.

## Vlastnosti
Tato hvězdokupa je od Země je vzdálená asi 2 900 světelných let. Její stáří se odhaduje na 690 milionů let.